# Elezioni legislative nei Paesi Bassi del 2012
Le elezioni legislative nei Paesi Bassi del 2012 si tennero il 12 settembre per il rinnovo della Tweede Kamer. In seguito all'esito elettorale, Mark Rutte, espressione del Partito Popolare per la Libertà e la Democrazia, fu riconfermato Ministro-presidente.
Il Partito del Lavoro di Diederik Samsom ottenne una forte crescita, mentre il Partito per la Libertà di Geert Wilders subì un netto calo.
L'affluenza alle urne fu del 74,6%, con 9.462.223 votanti su 12.689.810 aventi diritto. I voti validi furono il 99,6% di quelli espressi.

## Risultati
| Liste                                           | Voti      | %     | Seggi |
| ----------------------------------------------- | --------- | ----- | ----- |
| Partito Popolare per la Libertà e la Democrazia | 2 504 948 | 26,58 | 41    |
| Partito del Lavoro                              | 2 340 750 | 24,84 | 38    |
| Partito per la Libertà                          | 950 263   | 10,08 | 15    |
| Partito Socialista                              | 909 853   | 9,65  | 15    |
| Appello Cristiano Democratico                   | 801 620   | 8,51  | 13    |
| Democratici 66                                  | 757 091   | 8,03  | 12    |
| Unione Cristiana                                | 294 586   | 3,13  | 5     |
| Sinistra Verde                                  | 219 896   | 2,33  | 4     |
| Partito Politico Riformato                      | 196 780   | 2,09  | 3     |
| Partito per gli Animali                         | 182 162   | 1,93  | 2     |
| 50PLUS                                          | 177 631   | 1,88  | 2     |
| Partito Pirata                                  | 30 600    | 0,32  | –     |
| Partito per gli Uomini e lo Spirito             | 18 310    | 0,19  | –     |
| Pionieri Indipendenti Sovrani dei Paesi Bassi   | 12 982    | 0,14  | –     |
| Altri <0,10%                                    | 26 763    | 0,28  | –     |
| Totale                                          | 9 424 235 | 100   | 150   |